# Anthias noeli
Anthias noeli é uma espécie de peixe actinopterígeo pertencente à família Serranidae e da subfamília Anthiinae. A espécie foi descrita no ano 2000 por Anderson & Baldwin.